# Estany Gémena de Baix
L'Estany Gémena de Baix és un llac que es troba en el terme municipal de la Vall de Boí, a la comarca de l'Alta Ribagorça, i dins la zona perifèrica del Parc Nacional d'Aigüestortes i Estany de Sant Maurici.
«El nom deriva del llatí "stagna gemina", estanys bessons».
El llac, d'origen glacial, està situat a 2.234 metres d'altitud, en el sector nord-oriental de la Vall de Llubriqueto. Té una superfície de 7,9 hectàrees i 21 metres de fondària màxima. Pel seu extrem septentrional rep les aigües del seu bessó, l'Estany Gémena de Dalt (N), i drena per l'extrem meridional cap al Salt de Llubriqueto (S) del Barranc de Llubriqueto.
Porta d'entrada al Circ de Gémena, cal remarcar, al seu voltant, els cims de: Pic de l'Estany Gémena (O), Pic de Baserca (NO), Punta Senyalada (NNO), Pic d'Abellers (N), Besiberri Sud (NNE), Pic de Comaloforno (NNE), Punta de Passet (NNE) i Punta de Lequeutre (NNE); tots, menys els dos primers, per sobre dels 2.900 metres i dos d'ells per damunt dels 3.000.

## Rutes[4]
El camí que s'endinsa dins la Vall de Llubriqueto té el seu punt de sortida en Toirigo, just passat el pont de l'entrada al parc per Cavallers. La ruta s'enfila cap a l'oest buscant el Barranc de Llubriqueto, just on s'inicia el salt de la Sallent, i on el camí gira cap al Pla de la Cabana al nord-oest. Al nord del pla un sender s'enfila primer cap al nord, per després virar cap a ponent i arribar al llac.